# Indagini sulla qualità di vita nelle città mondiali
Le città più vivibili del mondo (in inglese The World's Most Livable Cities) è un'espressione informale che viene data ad ogni lista di città quando essa si colloca all'interno di un'indagine annuale sulla qualità di vita. Due fra le classifiche più conosciute e reputabili a livello mondiale sono quelle della Mercer (società di consulenza con sede a New York) che pubblica l’Indagine sulla qualità di vita (in inglese americano Quality of Living Survey) e dell' Economist, che invece pubblica Le città più vivibili del mondo (in inglese World's Most Livable Cities) con la classifica Global Liveability Ranking. Negli Stati Uniti, una fonte per la qualità della vita delle città americane è il David Savageau's Places Rated Almanac, che di recente ha classificato Pittsburgh come il miglior posto dove vivere negli Stati Uniti. Secondo il Corriere della SeraCorriere della Sera l'Italia è il paese più vivibile.

## Le città più vivibili del mondo secondo l'Economist
| The Economist's World's Most Livable Cities 2009 | The Economist's World's Most Livable Cities 2009 | The Economist's World's Most Livable Cities 2009 | The Economist's World's Most Livable Cities 2009 |
| ------------------------------------------------ | ------------------------------------------------ | ------------------------------------------------ | ------------------------------------------------ |
|                                                  | Città                                            | Stato                                            | Valutazione                                      |
| 1                                                | Vancouver                                        | Canada                                           | 98,0                                             |
| 2                                                | Vienna                                           | Austria                                          | 97,9                                             |
| 3                                                | Melbourne                                        | Australia                                        | 97,5                                             |
| 4                                                | Toronto                                          | Canada                                           | 97,2                                             |
| 5                                                | Perth                                            | Australia                                        | 96,6                                             |
| 5                                                | Calgary                                          | Canada                                           | 96,6                                             |
| 7                                                | Helsinki                                         | Finlandia                                        | 96,2                                             |
| 8                                                | Ginevra                                          | Svizzera                                         | 96,1                                             |
| 8                                                | Sydney                                           | Australia                                        | 96,1                                             |
| 8                                                | Zurigo                                           | Svizzera                                         | 96,1                                             |
| ...                                              | ...                                              | ...                                              |                                                  |
| 50                                               | Milano                                           | Italia                                           |                                                  |
| ...                                              | ...                                              | ...                                              |                                                  |
| 52                                               | Roma                                             | Italia                                           |                                                  |

La lista sulla qualità di vita redatta dall'Economist elenca tra i primi posti le città del Canada, dell'Australia, dell'Austria, della Finlandia e della Svizzera grazie ad una vasta disponibilità di beni e servizi, bassi rischi personali e infrastrutture efficienti. L'inchiesta posiziona Vancouver, Canada come la città più vivibile del mondo, con Vienna al secondo posto, seguita da Melbourne. Pittsburgh è risultata essere la città più vivibile degli Stati Uniti.
È interessante notare come nell'analisi venga detto che "Nell'attuale clima politico globale, non c'è da meravigliarsi che le destinazioni più desiderabili siano quelle con la più bassa percezione di minacce di terrorismo"
Due città capoluogo dell'Australia (Perth al 5º posto e Sydney all'8°) si trovano tra le prime dieci in classifica. Anche altre città canadesi si classificano bene. Oltre a Vancouver, le città canadesi di Toronto e Calgary sono tutte posizionate entro le prime 10, mentre Ottawa e Montréal si trovano entro le prime 25. Vienna in Austria, la capitale finlandese Helsinki, Ginevra e Zurigo in Svizzera completano la classifica nei posti più alti.
Per quanto riguarda le città italiane Milano si è classificata al 50º posto e Roma al 52°.

In generale le città africane, del sud dell'Asia e dell'America Latina si trovano tutte nella parte più bassa della classifica: Harare nello Zimbabwe viene classificata come la peggior città al mondo per avere una casa. Nel 2017 Melbourne è considerata la miglior città in cui vivere, seguita da Vienna e Vancouver. Grandi metropoli quali Londra, Parigi, New York e Tokyo sono penalizzate da alti livelli di criminalità, forte congestionamento e problemi di trasporto pubblico.

## Indagine sulla qualità di vita secondo Mercer
| Mercer's Quality of Living Survey 2009 | Mercer's Quality of Living Survey 2009 | Mercer's Quality of Living Survey 2009 | Mercer's Quality of Living Survey 2009 |
| -------------------------------------- | -------------------------------------- | -------------------------------------- | -------------------------------------- |
|                                        | Città                                  | Stato                                  | Valutazione                            |
| 1                                      | Vienna                                 | Austria                                | 108,6                                  |
| 2                                      | Zurigo                                 | Svizzera                               | 108                                    |
| 3                                      | Ginevra                                | Svizzera                               | 107,9                                  |
| 4                                      | Vancouver                              | Canada                                 | 107,4                                  |
| 4                                      | Auckland                               | Nuova Zelanda                          | 107,4                                  |
| 6                                      | Düsseldorf                             | Germania                               | 107,2                                  |
| 7                                      | Monaco                                 | Germania                               | 107                                    |
| 8                                      | Francoforte                            | Germania                               | 106,8                                  |
| 9                                      | Berna                                  | Svizzera                               | 106,5                                  |
| 10                                     | Sydney                                 | Australia                              | 106,3                                  |
|                                        | ...                                    | ...                                    |                                        |
| 41                                     | Milano                                 | Italia                                 | 100,8                                  |
|                                        | ...                                    | ...                                    |                                        |
| 55                                     | Roma                                   | Italia                                 |                                        |

L'inchiesta sulla qualità di vita fatta dalla Mercer viene pubblicata annualmente, confrontando 215 città basandosi su 39 criteri. Alla città di New York viene dato un punteggio base di 100 e le altre città sono valutate per confronto.
Criteri importanti sono la sicurezza, l'educazione, l'igiene, il divertimento, la stabilità politico-economica e i trasporti pubblici. L'importanza di questa lista risiede nel fatto che le grandi aziende che operano a livello internazionale la usano per decidere dove apriranno i loro uffici e gli stabilimenti e quanto pagheranno i dipendenti.
Nella lista del 2008, la parte alta è dominata dalle città europee, con molte metropoli dal Canada, dall'Australia e dalla Nuova Zelanda. La Svizzera e la Germania hanno entrambe 3 città fra le prime 10, e ciò è particolarmente sorprendente per la Svizzera, date le ridotte dimensioni del paese. Le prime città extraeuropee appartengono agli Usa al 28º posto, a Singapore al 32° e al Giappone al 35°. Baghdad era l'ultima della lista. Da notare che delle 25 città più in basso nella classifica, 18 sono dell'Africa. Se confrontato con la lista degli anni precedenti, paesi come il sud dell'Asia (in particolare l'India), l'est asiatico (in particolare la Cina), il Medio Oriente e l'Europa dell'est sono in netta crescita.
Per le città italiane Milano e Roma non cambiano posizione rispetto all'anno precedente, vale a dire il 2008, ottenendo il 41º posto per Milano e il 55° per Roma.
Mercer ha stilato anche una lista sulla sicurezza personale, anch'essa dominata da città europee e svizzere, dove le prime 5 sono Lussemburgo, Berna, Ginevra, Helsinki e Zurigo.
Nel 2007 l'analisi della Mercer includeva nelle prime 5 posizioni Zurigo con 108,1 punti, Ginevra (108,0), Vancouver e Vienna con 107,7 punti, Auckland con 107,3 e Düsseldorf con 107,2. Le città della Svizzera, Germania, Australia, Nuova Zelanda e Canada avevano buone valutazioni. Tutti i principali capoluoghi dell'Australia erano su alte posizioni con Sydney al 9º posto, Melbourne al 17°, Perth al 21°, Adelaide al 30° e Brisbane al 31°. La capitale della Nuova Zelanda Wellington era al 12° e la sua città più grande Auckland al 5°. Il Canada si è classificato altrettanto bene con Vancouver al 3°, Toronto al 13°, Ottawa al 18°, Montréal al 22° e Calgary al 24°. Le migliori città degli Stati Uniti erano Honolulu al 27° e San Francisco al 29°. Nel 2016 la miglior città in cui vivere risulta ancora Vienna.

## Monocle's Quality of Life Survey
| Monocle - The Most Livable City In The World 2018 | Monocle - The Most Livable City In The World 2018 | Monocle - The Most Livable City In The World 2018 | Monocle - The Most Livable City In The World 2018 |
| ------------------------------------------------- | ------------------------------------------------- | ------------------------------------------------- | ------------------------------------------------- |
|                                                   | Città                                             | Stato                                             |                                                   |
| 1                                                 | Monaco di Baviera                                 | Germania                                          |                                                   |
| 2                                                 | Tokyo                                             | Giappone                                          |                                                   |
| 3                                                 | Vienna                                            | Austria                                           |                                                   |
| 4                                                 | Zurigo                                            | Svizzera                                          |                                                   |
| 5                                                 | Copenaghen                                        | Danimarca                                         |                                                   |
| 6                                                 | Berlino                                           | Germania                                          |                                                   |
| 7                                                 | Madrid                                            | Spagna                                            |                                                   |
| 8                                                 | Amburgo                                           | Germania                                          |                                                   |
| 9                                                 | Melbourne                                         | Australia                                         |                                                   |
| 10                                                | Helsinki                                          | Finlandia                                         |                                                   |
| 11                                                | Stoccolma                                         | Svezia                                            |                                                   |
| 12                                                | Lisbona                                           | Portogallo                                        |                                                   |
| 13                                                | Sydney                                            | Australia                                         |                                                   |
| 14                                                | Hong Kong                                         | Hong Kong                                         |                                                   |
| 15                                                | Vancouver                                         | Canada                                            |                                                   |
| 16                                                | Amsterdam                                         | Paesi Bassi                                       |                                                   |
| 17                                                | Kyoto                                             | Giappone                                          |                                                   |
| 18                                                | Düsseldorf                                        | Germania                                          |                                                   |
| 19                                                | Barcellona                                        | Spagna                                            |                                                   |
| 20                                                | Parigi                                            | Francia                                           |                                                   |
| 21                                                | Singapore                                         | Singapore                                         |                                                   |
| 22                                                | Fukuoka                                           | Giappone                                          |                                                   |
| 23                                                | Auckland                                          | Nuova Zelanda                                     |                                                   |
| 24                                                | Brisbane                                          | Australia                                         |                                                   |
| 25                                                | Oslo                                              | Norvegia                                          |                                                   |

Dal 2006, la rivista britannica di lifestyle Monocle pubblica annualmente una classifica di vivibilità delle città mondiali. Nel 2008 prese il nome di "The Most Liveable Cities Index" con l'analisi di 25 località per qualità di vita.
Nel 2018 Monocle Survey determina come miglior città del mondo la tedesca Monaco di Baviera, seguita da Tokyo, Vienna e Zurigo. Quattro città tedesche sono nelle 25 classificate, 15 di 25 sono in Europa, 3 in Giappone e Australia, e una solamente del Nord America (Vancouver).